# ساموئل پاپی
ساموئل پاپی (به انگلیسی: Samuele Papi) بازیکن سابق تیم ملی ایتالیا است.
او موفق شد به همراه تیم ملی والیبال ایتالیا، سه جام قهرمانان اروپا، دو عنوان قهرمانی جهان (۱۹۹۴ و ۱۹۹۸) و سه قهرمانی اروپا و برنده دو مدال نقره و دو مدال برنز المپیک شود.

## جوایز فردی
- مسابقات قهرمانی اروپا " بهترین گیرنده ۲۰۰۳